# Jamkóweczka pasożytnicza
Jamkóweczka pasożytnicza (Antrodiella parasitica Vampola) – gatunek grzybów należący do rodziny ząbkowcowatych (Steccherinaceae).

## Systematyka i nazewnictwo
Pozycja w klasyfikacji według Index Fungorum: Antrodiella, Steccherinaceae, Polyporales, Incertae sedis, Agaricomycetes, Agaricomycotina, Basidiomycota, Fungi.
Po raz pierwszy opisał go w 1991 r. Vampola na niszczyku iglastodrzewnym (Trichaptum abietinum) w Czechosłowacji. Synonim: Antrodiella semisupina var. parasitica (Vampola) Krieglst. 1999
- Frantisekia fissiliformis (Pilát) Spirin & Zmitr. 2007
- Perenniporia fissiliformis (Pilát) Gilb. & Ryvarden 1985
- Tyromyces fissiliformis (Pilát) Kotl. & Pouzar 1988

Polską nazwę zaproponował Władysław Wojewoda w 2003 r.

## Morfologia
Owocnik
Poliporoidalny, jednoroczny, rozpostarty, o powierzchni do 5 cm², w stanie świeżym miękki, w stanie suchym twardy. Brzeg w młodych owocnikach płonny, białawy, u starszych ostry z hymenoforem dochodzącym do samej krawędzi. Subikulum białe o grubości do 1,5 mmi. Powierzchnia hymenialna początkowo biaława, potem kremowa, czasem z brązowymi plamami, zwłaszcza w starszych owocnikach. Pory zwykle okrągłe, ale czasami kanciaste, 3–5 na mm.
Cechy mikroskopowe
System strzępkowy trymityczny. Strzępki generatywne ze sprzążkami, o szerokości 3–4 μm. Strzępki szkieletowe grubościenne, bez przegród, o szerokości 2–4 μm. Strzępki łącznikowe silnie rozgałęzione, o szerokości 2–3 μm. Cystydy gładkie, cylindryczne, 15,2–25,0 × 3,0–7,5 μm. Podstawki 14,6–25,0 × 4,2–6,2 μm, maczugowate, z czterema sterygmami i sprzążkami bazalnymi. Bazydiospory 3,1–4,2 × 2,1–3,1 μm, Q = 1,39–1,56, elipsoidalne, lekko zwężające się na końcu.
Gatunki podobne
Na drzewach iglastych występuje także jamkóweczka pomarańczowa (Antrodiella fissiliformis), ale ma pomarańczowy lub morelowy owocnik i dimityczny system strzępkowy. ponadto jamkóweczka pasożytnicza zawsze występuje na owocnikach niszczyka iglastodrzenego, lub w jego sąsiedztwie. Na owocnikach tego grzyba rozwija się także szkieletnica różowoszara (Skeletocutis carneogrisea), ale morfologicznie znacznie różni się od jamkóweczki pasozytniczej.

## Występowanie i siedlisko
Podano nieliczne stanowiska w niektórych krajach Europy i w azjatyckich terenach Rosji. W Polsce w 2001 r. Marcin Piątek podał jego stanowisko na Pogórzu Rożnowskim w rezerwacie przyrody Styr, w 2015 r. następne podali Karasiński i inni.
Nagrzybny grzyb pasożytujący na niszczyku iglastodrzewnym (Trichaptum abietinum), w Polse notowany na jodle, w innych krajach także na świerku i innych drzewach iglastych.